# Julien Duvivier
Julien Duvivier (Lille, 8 de octubre de 1896-París, 30 de octubre de 1967) fue un director de cine francés.
En los años 1930, formó parte de la sociedad de producción Film d'Art de Marcel Vandal y Charles Delac.
Creó un universo de imágenes en las que combina un realismo más crudo y una fantasía insólita. Tras la Segunda Guerra Mundial, ofreció una visión completamente pesimista de la sociedad francesa, dominada por la hipocresía, el clericalismo estrecho y la mezquindad.

## Obra cinematográfica
- Haceldama ou le prix du sang (1919)
- La réincarnation de Serge Renaudier (1920)
- Les Roquevillard (1922)
- L'ouragan sur la montagne (1922)
- Le reflet de Claude Mercœur (1923)
- La machine à refaire la vie (1924)
- Credo ou la tragédie de Lourdes (1924)
- L'Œuvre immortelle (1924)
- Cœurs farouches (1924)
- Poil de carotte (1925)
- L'abbé Constantin (1925)
- L'Homme à l'hispano (1926)
- Le Mystère de la tour Eiffel (1927)
- Le mariage de Mademoiselle Beulemans (1927)
- L'agonie de Jérusalem (1927)
- Le tourbillon de Paris (1928)
- La vie miraculeuse de Thérèse Martin (1929)
- Maman Colibri (1929)
- La divine croisière (1929)
- David Golder (1930)
- Au bonheur des dames (1930)
- Les cinq gentlemen maudits (1931)
- Allo Berlin? Ici Paris! (1931)
- La Vénus du collège (1932)
- Poil de carotte (1932)
- La tête d'un homme (1933)
- Le petit roi (1933)
- La machine à refaire la vie (1933)
- Le paquebot Tenacity (1934)
- Maria Chapdelaine (1934)
- Golgotha (1935)
- La bandera (1935)
- Le Golem (1936)
- L'homme du jour (1936)
- La belle équipe (1936)
- Pépé le Moko (1937)
- Un carnet de bal (1937)
- The Great Waltz (1938), un musical sobre Johann Strauss
- La fin du jour (1939)
- La charrette fantôme (1939)
- Lydia (1941)
- Tales of Manhattan (1942)
- Obsessions (Flesh and Fantasy) (1943)
- Un tel père et fils (1943)
- The Impostor (1944)
- Panique (1946)
- Anna Karenine (1948)
- Au royaume des cieux (1949)
- Black Jack (1950)
- Sous le ciel de Paris (1951)
- Le petit monde de Don Camillo (1951), con Fernandel, premio del Festival de Venecia.
- La fête à Henriette (1952)
- Le retour de Don Camillo (1953), con Fernandel
- L'affaire Maurizius (1954)
- Marianne de ma jeunesse (1954)
- Voici le temps des assassins (1956)
- L'homme à l'imperméable (1957)
- Pot-Bouille (1957)
- La femme et le pantin (1959)
- Marie-Octobre (1959)
- La grande vie (Das kunstseidene Mädchen) (1960)
- Boulevard (1960)
- La chambre ardente (1962)
- Le diable et les 10 commandements (1962)
- Chair de poule (1963)
- Diaboliquement vôtre (1967)

## Controversias sobre plagio
Julien Duvivier y la producción de su película Tales of Manhattan (o Seis destinos) se vieron envuentos en una controversia sobre los créditos de la historia en la que se basó la película. El escritor mexicano, Francisco Rojas González, acusó de plagio a los productores, argumentando que habían hecho uso de su cuento Historia de un frac (1930) sin darle el respectivo crédito. La productora Fox tuvo que reconocer que en la película el escritor mexicano había sido plagiado, pero Rojas González no recibió indemnización, ya que Fox culpó, a su vez, al coproductor, que resultó insolvente.

## Premios y distinciones
Festival Internacional de Cine de Venecia
| Año  | Categoría                 | Película          | Resultado |
| ---- | ------------------------- | ----------------- | --------- |
| 1935 | Mención especial          | Maria Chapdelaine | Ganador   |
| 1937 | Mejor Película Extranjera | Carnet de baile   | Ganador   |
| 1946 | Menciones especiales      | Panique           | Ganador   |